# (3977) Maxine
(3977) Maxine – planetoida z pasa głównego asteroid okrążająca Słońce w ciągu 4 lat i 109 dni w średniej odległości 2,64 j.a. Została odkryta 14 czerwca 1983 roku w Obserwatorium Palomar przez małżeństwo Carolyn i Eugene’a Shoemakerów. Nazwa planetoidy upamiętnia siostrę Eugene’a – Maxine Shoemaker Heath, entomolożkę.